# Covão dos Conchos
Covão dos Conchos é uma lagoa artificial localizada no Parque Natural da Serra da Estrela, em Portugal, no território da aldeia de montanha do Sabugueiro. O Covão dos Conchos tornou-se famoso pelo vertedouro de boca do sino.
O vertedouro foi construído em 1955 com o objetivo de permitir o transvase de água da Ribeira das Naves para a Lagoa Comprida. Insere-se no Sistema Hidroelétrico da Serra da Estrela.  Este vertedouro com aparência ao estilo de ficção científica tornou-se conhecido quando fotografias do buraco se tornaram virais nas redes sociais em 2016.     Nos últimos 60 anos, fruto do crescimento de vegetação na boca do funil, criou-se uma extraordinária biodiversidade e aumentou o seu fascínio etéreo.  Tem uma altura de 4,6 metros e uma circunferência de 48 metros. O túnel que coleta a água tem 1.519 metros de comprimento. 